# Hoar Cross
Hoar Cross es una parroquia civil y un pueblo del distrito de East Staffordshire, en el condado de Staffordshire (Inglaterra).

## Geografía
Según la Oficina Nacional de Estadística británica, Hoar Cross tiene una superficie de 7,07 km².

## Demografía
Según el censo de 2001, Hoar Cross tenía 205 habitantes (44,88% varones, 55,12% mujeres) y una densidad de población de 29 hab/km². El 14,63% eran menores de 16 años, el 68,29% tenían entre 16 y 74, y el 17,07% eran mayores de 74. La media de edad era de 47,96 años. Del total de habitantes con 16 o más años, el 18,86% estaban solteros, el 61,14% casados, y el 20% divorciados o viudos.
Según su grupo étnico, el 98,54% de los habitantes eran blancos y el 1,46% chinos. La mayor parte (94,17%) eran originarios del Reino Unido. El resto de países europeos englobaban al 2,91% de la población, mientras que el 2,91% había nacido en cualquier otro lugar. El cristianismo era profesado por el 85,29%, mientras que el 8,82% no eran religiosos y el 5,88% no marcaron ninguna opción en el censo.
Había 74 hogares con residentes, ninguno vacío, y 3 eran alojamientos vacacionales o segundas residencias.